# Quadros por segundo
Quadros por segundo (qps) também conhecido como fotogramas por segundo ou ainda frames por segundo (abreviado como fps) (em inglês frames per second, abreviado como fps) é a unidade de medida da cadência de um dispositivo audiovisual qualquer, como uma câmera de vídeo, uma webcam, um projetor cinematográfico ou de vídeo, etc. Significa o número de imagens que tal dispositivo registra, processa ou exibe por segundo.
Anteriormente as imagens dos frames eram analógicas e atualmente são imagens digitais utilizadas dentro de programas de computador como o Adobe Premiere Pro, Windows Movie Maker, Avidemux, Blender, VirtualDubMod, Jahshaka, etc., na edição de vídeos.
Cadência audiovisual (português brasileiro) ou taxa de fotograma (português europeu) (frame rate, em inglês) é a frequência a que um dispositivo de processamento de imagens, faz a produção consecutiva das imagens chamadas de quadros de vídeo (frames em inglês). O termo se aplica igualmente para gráficos de computador, câmaras de vídeo e sistemas de captura de movimento. Quadros por segundo é o nome descritivo da unidade de cadência, que é muitas vezes expressa pela abreviatura em inglês fps, mas também, especialmente no caso de monitores de vídeo, pela unidade do Sistema Internacional hertz (Hz), cujo significado é "ciclos por segundo". Normalmente, o número de fps é utilizado como instrumento de comparação entre o desempenho de placas de vídeo.

## Quadros por segundo em videojogos
A taxa de quadros por segundo é considerada importante no nicho de videojogos. A taxa de quadros pode fazer a diferença entre um jogo ser jogável ou não. Nos jogos de ação modernos, em que os jogadores devem ver as animações e reagir rapidamente, a taxa de quadros 30 fps é considerado o mínimo aceitável por alguns, e 60 fps para pessoas mais exigentes com performance, ainda que o valor possa variar consideravelmente de jogo para jogo, mesmo no mesmo sistema.

## A “Guerra das Placas Gráficas”
A quantidade de fps que uma placa gráfica consegue atingir é a nota final do produto em funcionamento, quanto maior a qualidade do produto, mais fps a placa conseguirá renderizar em 1 segundo. O fps como medida de qualidade e desempenho de uma placa gráfica é uma prática altamente difundida no mercado de placas gráficas, o qual que se tornou muito competitivo pelas evoluções rápidas de tecnologia.
Também gera competições em fóruns na internet, competições presenciais profissionais e não profissionais para testar por prova qual GPU executa determinado jogo com mais fps, sinônimo de desempenho, por mais que, em muitas vezes a quantidade de fps gerada pelas placas chegue a ultrapassar a taxa de atualização de imagens dos monitores (normalmente 59, 60, ou 120 hertz).

## Sincronização vertical
Muitos jogos possuem um recurso chamado sincronização vertical (V-sync em inglês), que sincroniza a taxa de quadros gerada em relação à taxa de atualização de imagem suportada pelo monitor, limitando dessa forma que um determinado jogo rode em uma cadência superior a capacidade do monitor de se atualizar e exibir a imagem que lhe é transmitida, evitando descompasso e problemas de exibição dos gráficos, gastos desnecessários de eletricidade da fonte de alimentação, além de possíveis sobreaquecimentos.
Mas hoje em dia a tecnologia V-sync traz o melhor dos dois mundos, novas versões e tecnologias V-sync são ativadas e desativadas automaticamente de acordo com a necessidade, a taxa de fps.

## Alta taxa de quadros
É o nome de uma nova técnica de filmagem e projeção, no cinema, introduzido pelo diretor Peter Jackson em 2012 com a trilogia O Hobbit. Ele abandonou o padrão do clássico 24 fps e introduziu uma nova velocidade de 48 fps, o dobro da velocidade normal, resultando em imagens mais suaves e quase sem artefatos visuais.
Fazem parte desta nova tecnologia também:
- Sistemas utilizados pelos HDTV nos modos de cadência audiovisual de 50p e 60p[8] não entrelaçado. Estes formatos, no entanto, não fazem parte do ATSC e DVB.
- A cadência audiovisual de 120p é um padrão não-entrelaçado a 120 fps que será usado pelos sistemas de UHD.[9]